# 장성환 (방송인)
장성환(張盛煥, 1958년 ~ )은 대한민국의 방송인이다. 

## 출신 학교
- 대전고등학교
- 연세대학교 정치외교학과 학사

## 주요 경력
- KBS 시사교양국 PD (1981년 입사)
- KBS TV제작본부 예능운영팀장 (차장급)
- KBS 예능본부 편성기획팀장 (부장급)
- KBS 편성본부 운영팀장 (애니메이션 운영사업팀 및 어린이, 청소년 팀장 겸임)
- KBS TV제작본부 문화예술팀원
- 제1회 청소년상담지도자대회 제1기 명예청소년상담사 (한국청소년상담복지개발원)
- KBS 미디어 상임이사
- KBS 제주방송총국장
- KBS 심의평가실 자문위원 (국장급)
- KBS 콘텐츠본부 센터장 (본부장급)
- KBS 미디어 부사장

## 연출한 프로그램
- KBS 사랑방 중계
- KBS 지구촌 기행
- KBS 6시 내고향
- KBS 성공 시대
- KBS 사랑의 가족
- KBS 체험 삶의 현장
- KBS 부부클리닉 사랑과 전쟁
  - 시즌 1 16회 '옛 사랑의 그림자' (2000/02/25)
  - 시즌 1 20회 '성, 그리고 거짓말' (2000/03/24)
  - 시즌 1 28회 '아내의 과거' (2000/05/12)
- KBS 슈퍼 TV 일요일은 즐거워
- KBS 성장드라마 반올림 (책임프로듀서)
- 검정고무신 (3기)